# Quivierda
El Quivierda es un pequeño río de España, afluente del Nansa, en  Cantabria. Se forma en la confluencia de tres arroyos en la proximidad del pueblo de Carmona: el Hoyamala, el de la Collada, y el de Convernos. De ellos es el segundo el de mayor desarrollo, y por tanto debe consierarse como fuente principal. Desde Carmona el río discurre pegado a la carrera CA-182 hasta la localidad de Puentenansa, donde desagua en el cauce del Nansa tras 8 km de recorrido.